# Leptoglossus dilaticollis
Leptoglossus dilaticollis är en insektsart som beskrevs av Félix Édouard Guérin-Méneville 1831. Leptoglossus dilaticollis ingår i släktet Leptoglossus och familjen bredkantskinnbaggar. Inga underarter finns listade i Catalogue of Life.